# موقف ضمني
المواقف الضمنية (بالإنجليزية: Implicit attitude)‏ هي التقييمات التي تحدث بشكل لاواعي تجاه كائن أو موقف أو تجاه الذات. وعادة ما تكون هذه التقييمات إيجابية أو غير إيجابية. وتأتي من مختلف التأثيرات في التجربة الفردية. ويأتي التعريف الشائع الاستخدام للموقف الضمني في علم النفس المعرفي والاجتماعي من نموذج أو قالب كل من أنتوني غرينوالد (Anthony Greenwald) و مهزارين باناجي ( Mahzarin Banaji) لتعريف المصطلحات المتعلقة بالإدراك الضمني (انظر أيضا الصورة النمطية الضمنية واحترام الذات الضمني في هذا النموذج): «إن المواقف الضمنية هي آثار غير معروفة بشكل استباقي (أو غير دقيقة) لتجارب الماضي التي تتوسط الشعور الإيجابي أو الغير إيجابي، أو التفكير، أو أفعال تجاه أشياء اجتماعية». وهذه الأفكار أو المشاعر أو الأفعال لها تأثير على السلوك الذي قد لا يكون الفرد على دراية به.